# Geranomyia neopicta
Geranomyia neopicta là một loài ruồi trong họ Limoniidae. Chúng phân bố ở miền Australasia.